# Gheizer

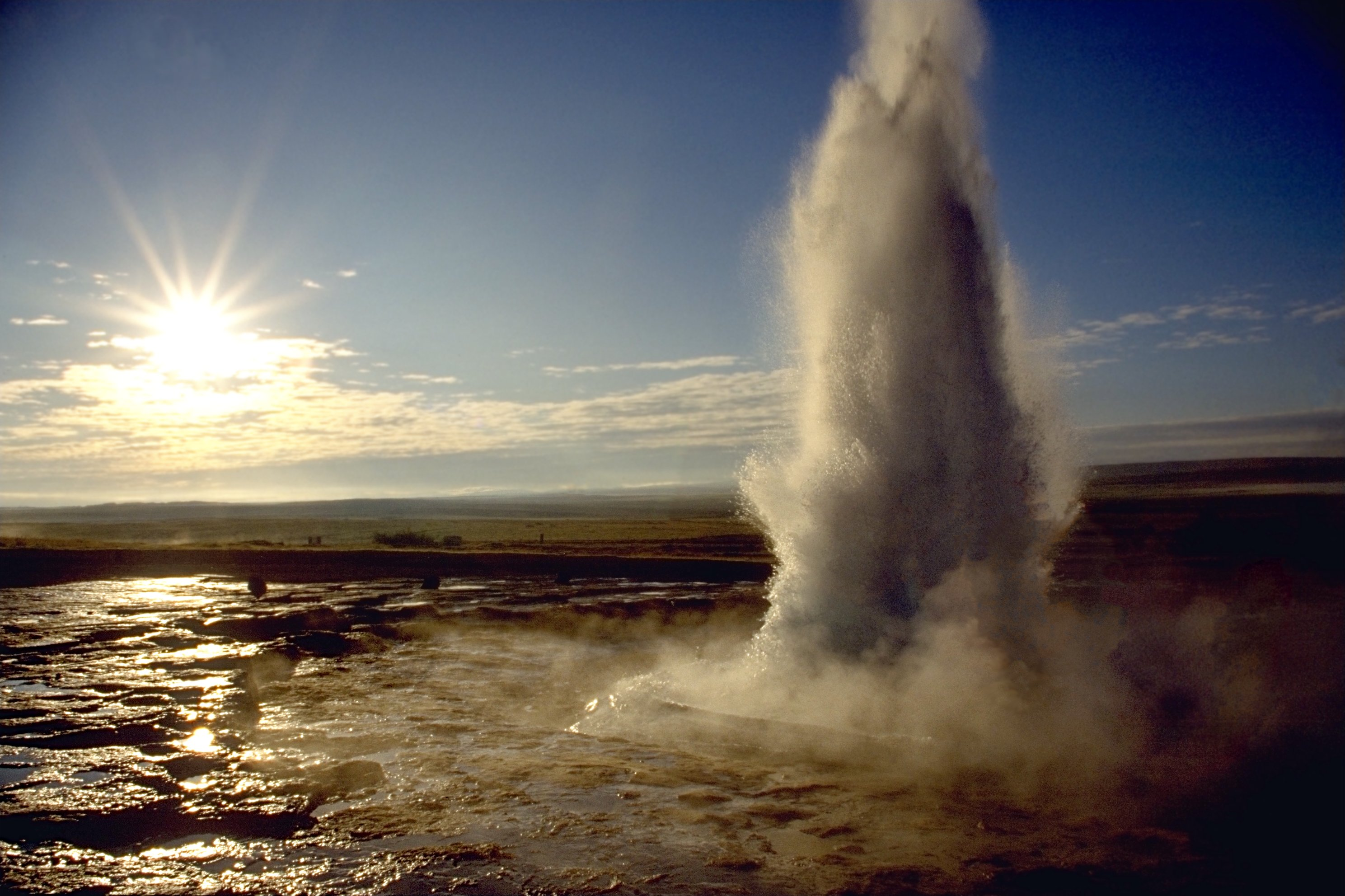
Gheizerul Strokkur, Islanda

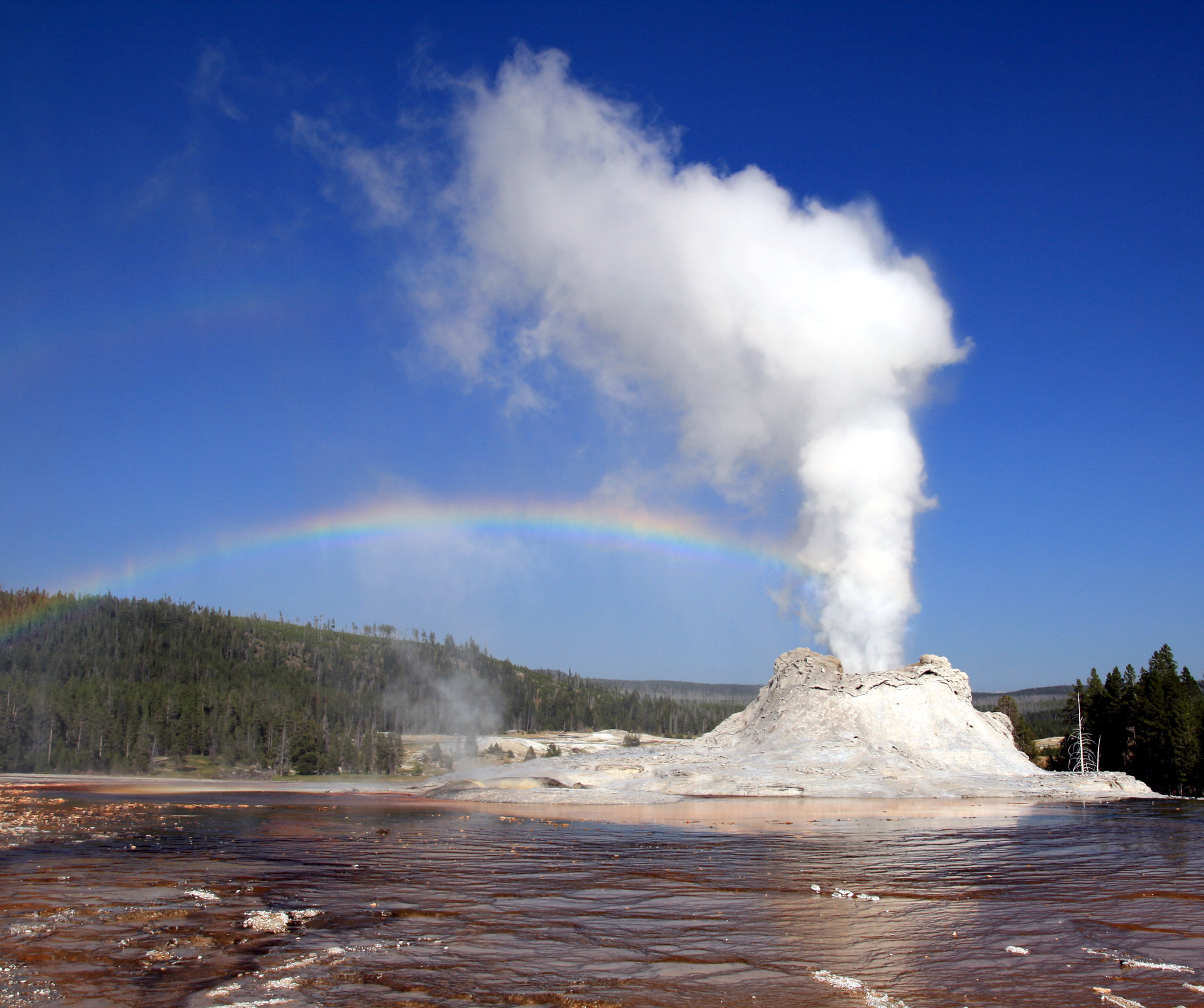
Faza aburului la Castle Geyser din Parcul Național Yellowstone

Un gheizer este un izvor caracterizat prin izbucniri intermitente de apă termală, care sunt acompaniate de abur. Cuvântul gheizer provine de la substantivul propriu  Geysir, care este numele unui renumit gheizer din Haukadalur, Islanda, care la rândul său vine de la verbul islandez geysa („a emana”).